# Estenosis
En medicina, estenosis o estegnosis (del gr. στένωσις, «contraído») es un término utilizado para denotar la constricción o estrechamiento de un orificio o conducto corporal. Puede ser de origen congénito o adquirido por tumores, engrosamiento o hipertrofia, o por infiltración y fibrosis de las paredes o bordes luminales o valvulares. 
Puede ser fisiológica como en el caso de la estenosis aórtica y esofágica o incluso el propio istmo uterino es fruto de una estenosis.

## Estenosis vasculares
- Las valvulopatías cardíacas por estrechamiento: estenosis aórtica, estenosis mitral, estenosis pulmonar y estenosis tricuspídea.
- La estenosis u oclusión carotídea.
- La estenosis de la arteria renal.
- La estenosis Vertebral-Basilar.

## Estenosis digestivas
- La estenosis esofágica.
- La estenosis pilórica.
- La estenosis de la vía biliar.
- La estenosis intestinal.

## Estenosis de vía aérea
- La estenosis subglótica o de la vía aérea.
- La estenosis bronquial.
- Estenosis pulmonar.

La estenosis pulmonar es un defecto congénito (presente al nacer) que ocurre debido al desarrollo anormal del corazón del feto durante las primeras 8 semanas de embarazo.
La válvula pulmonar se encuentra entre el ventrículo derecho y la arteria pulmonar. Normalmente, tiene 3 aletas que funcionan como una puerta unidireccional, esto permite que la sangre fluya hacia la arteria pulmonar, pero que no retorne al ventrículo derecho.
En la estenosis pulmonar, los problemas con la válvula pulmonar dificultan la apertura de las aletas para permitir el flujo sanguíneo normal desde el ventrículo derecho hacia los pulmones. En los niños, estos problemas pueden incluir:
- Una válvula que tiene aletas que están parcialmente fusionadas.
- Una válvula que tiene aletas gruesas que no se abren completamente.
- Estrechamiento de la zona por encima o debajo de la válvula pulmonar.

Existen cuatro tipos diferentes de estenosis pulmonar:
- Estenosis valvular pulmonar. Las aletas de la válvula son más gruesas o más angostas de lo normal.
- Estenosis supravalvular pulmonar. La parte de la arteria pulmonar justo por encima de la válvula pulmonar es más angosta de lo normal.
- Estenosis subvalvular pulmonar (infundibular). El músculo debajo del área de la válvula es más grueso de lo normal, esto estrecha el tracto de salida del ventrículo derecho.
- Estenosis periférica de ramas pulmonares. La arteria pulmonar derecha o izquierda, o ambas, son más angostas de lo normal.

La estenosis pulmonar puede presentarse en diversos grados, que se clasifican de acuerdo a la obstrucción del flujo sanguíneo. Un niño con estenosis pulmonar severa podría estar muy enfermo, y manifestar síntomas importantes a temprana edad. Un niño con estenosis pulmonar leve podría manifestar pocos síntomas o ninguno, o desarrollarlos cuando sea adulto. Un grado moderado a severo de obstrucción puede empeorar con el tiempo.
La estenosis pulmonar es un componente de la mitad de todos los defectos cardíacos congénitos complejos.
La estenosis pulmonar aislada representa del 5 % al 10 % de todos los casos de defectos cardíacos congénitos.
https://www.stanfordchildrens.org/es/topic/default?id=pulmonarystenosisinchildren-90-P04918

## Estenosis urológicas
- La estenosis uretral
- La estenosis del orificio prepucial o fimosis
- La estenosis del anillo del orificio vaginal

## Estenosis oftalmológicas
- La dacriostenosis o estenosis del canal lagrimal.

## Estenosis neurológicas
- La estenosis espinal: del canal raquídeo estenosis espinal o de la columna vertebral.
- La estenosis del acueducto del mesencéfalo.